# Apostolos Papastamos
Apostolos Papastamos (in greco Απόστολος Παπασταμος?; La Canea, 20 marzo 2001) è un nuotatore greco, specializzato nei misti.

## Biografia
Vincitore di un oro mondiale e due ori europei a livello giovanile, nel 2021 ha rappresentato la Grecia alle Olimpiadi di Tokyo.
Agli europei di Belgrado del 2024 sale sul gradino più alto del podio nei 400 metri misti, diventando il primo atleta greco a riuscire a vincere tale gara nella storia della competizione.

## Palmarès
- Europei

Belgrado 2024: oro nei 400m misti.
- Mondiali giovanili

Budapest 2019: oro nei 400m misti, bronzo nei 200m misti.
- Europei giovanili

Helsinki 2018: argento nei 400m misti.
Kazan' 2019: oro nei 200m misti e nei 400m misti.